# Ephrem Kyriakos
 (juin 2019).
Si vous disposez d'ouvrages ou d'articles de référence ou si vous connaissez des sites web de qualité traitant du thème abordé ici, merci de compléter l'article en donnant les références utiles à sa vérifiabilité et en les liant à la section « Notes et références ».
Ephrem Kyriakos (en arabe : أفرام كرياكوس) est le métropolite de l'archidiocèse grec-orthodoxe de Tripoli et du Koura. Il est né en 1943 à Beyrouth.